# Liljeborgia caliginis
Liljeborgia caliginis is een vlokreeftensoort uit de familie van de Liljeborgiidae. De wetenschappelijke naam van de soort is voor het eerst geldig gepubliceerd in 2009 door d'Udekem d'Acoz & Vader.